# Meliboeus mukiensis
Meliboeus mukiensis es una especie de escarabajo del género Meliboeus, familia Buprestidae. Fue descrita científicamente por Stepanov en 1958.